# Al-Adouani
Mohamed Ben Mohamed Ben Omar Al-Adouani (en arabe : محمد بن محمد بن عمر العدواني), également connu sous le nom d’Al-Adouani, est un historien originaire d’Oued Souf en Algérie, qui vécut entre le XVIe et le XVIIe. Il est principalement connu pour son ouvrage intitulé Tārīkh al-ʿAdwānī, considéré comme une source importante pour l’histoire du Sahara algérien et son environnement géographique à l’époque moderne.

## Biographie
Al-Adouani appartient à la tribu d'Adouane, une tribu arabe qaysite réputée du Sahara algérien. Il passa sa vie à Oued Souf, dans la région de la Sahara oriental. Certains auteurs le rattachent à Constantine en ajoutant à son nom l’épithète Al-Qusamṭīnī, alors qu’en réalité, il est né et mort à Oued Souf.
Selon les sources, il aurait été contemporain de plusieurs événements marquants de son époque, notamment, :
- les guerres des tribus chaouïas contre les gouverneurs de Tunis et d’Algérie ;
- l’entrée des Ottomans à Constantine et dans la région du Zab.

Il était connu pour sa piété et son appartenance au courant soufi. Son œuvre la plus célèbre est le Tārīkh al-ʿAdwānī (Histoire d’Al-Adouani), considérée comme une source précieuse sur l’histoire du Sahara algérien à l’époque moderne, elle offre également des informations détaillées sur les tribus de l’Est algérien et de l’Ouest tunisien,.
Il vécut à El-Lajjah (Oued Souf), où il mourut et fut enterré au cimetière de Z’gam. Son tombeau est encore visible aujourd’hui.
Al-Adouani a voyagé à travers de nombreuses régions et résidé dans plusieurs villes. Ses écrits révèlent une culture vaste pour son époque : il connaît le Coran par cœur et s’appuie sur ses versets, il retient les récits historiques, rapporte des anecdotes, possède un solide bagage linguistique ainsi qu’un grand nombre de proverbes populaires. Quant à sa culture soufie, elle transparaît à travers ses propos sur la Chaâbiya et les cheikhs de la Qadiriyya, ainsi que dans ses récits imaginaires, que l’on qualifierait aujourd’hui de légendes ou de mythes.

## Œuvre et réception
- Livre d'histoire d’Al-Adouani (en arabe : كتاب تاريخ العدواني، translittération : Tārīkh al-ʿAdwānī)، un ouvrage qui traite les conditions et les fluctuations politiques et sociales de la région du Maghreb, ainsi que les origines de certaines villes et villages, et les relations spirituelles entre l’Orient et le Maghreb depuis la conquête islamique[5].

- L’historien Abou El Kacem Saâdallah a présenté, édité et commenté le Tārīḫ al-ʽAdwānī, assurant une édition critique qui a rendu ce texte accessible aux chercheurs tout en contextualisant son contenu historique et culturel. Cette édition a été publiée en 1996 par la maison d’édition Dar al-Gharb al-Islami[5].

- Le manuscrit d’Al-Adouani fut traduit en 1868 par l'arabisant Laurent-Charles Féraud sous le titre Kitab el Adouani ; ou, Le Sahara de Constantine et de Tunis. Cet ouvrage constitue une source précieuse pour l’étude de l’histoire, de la géographie et des cultures sahariennes, notamment dans les régions situées entre Constantine et Tunis. Il apporte des informations détaillées sur les tribus, les routes caravanières, les usages sociaux et les dynamiques politiques de cette zone au XIXe siècle[6].

- L’historien Mohamed Meouak a publié un article intitulé '"Villes et villages du Maghreb moderne vus par le prisme des nomades. Les récits du Tārīḫ al-ʽAdwānī (XVIIe siècle), paru dans la revue Le temps de l'histoire, où il propose une analyse approfondie de la perception des espaces urbains et ruraux du Maghreb au XVIIe siècle à travers le regard des populations nomades. S’appuyant sur les récits du Tārīḫ al-ʽAdwānī, l’étude explore la manière dont ces textes décrivent les villes et villages, ainsi que les relations complexes entre nomades et sédentaires. L’article s’articule autour de trois axes majeurs : la représentation des villes et villages dans le Tārīḫ al-ʽAdwānī, en mettant en évidence les éléments qui marquent particulièrement les populations nomades ; les relations entre nomades et sédentaires, qu’il s’agisse d’interactions pacifiques, de conflits ou d’échanges culturels et économiques ; et enfin la perception de l’espace urbain par les nomades, à travers l’étude des usages qu’ils en font et des aspects qui retiennent leur attention[7].